# (6174) Polybius
(6174) Polybius (1983 TR2) – planetoida z pasa głównego asteroid okrążająca Słońce w ciągu 5,34 lat w średniej odległości 3,05 j.a. Odkryta 4 października 1983 roku.